# Василий II Тъмни
Василий II Василиевич Тъмни (на руски: Васи́лий II Васи́льевич Тёмный) е велик княз на Московското княжество от 1425 до 1462 г. Син е на Василий I Дмитриевич и София, дъщеря на литовския велик княз Витаутас. Негов син и наследник е Иван III Велики.
Управлението му е съпътствано от една от най-тежките граждански войни в руската история и той на два пъти е детрониран. 

## Велик княз
След смъртта на баща си, Василий Дмитриевич е обявен за велик княз на 10-годишна възраст. Неговият чичо Юрий Дмитриевич, княз на Галич Мерски, предявява претенции към трона, позовавайки се на руската традиция на сеньората. С подкрепата на дядо си и на московската аристокрация, Василий успява да се задържи на власт. След смъртта на Витаутас през 1430 г. Юрий подновява претенциите си и през 1433 г. превзема Москва. Василий е пленен и изпратен да управлява град Коломна, но година по-късно се връща на власт като велик княз.
След смъртта на Юрий Дмитриевич през 1434 г. неговите претенции към трона са подновени от синовете му Василий Косой и Дмитрий Шемяка. Те отново успяват да превземат Москва и Василий Василиевич бяга в земите на Златната орда, а Василий Косой се обявява за велик княз. Дмитрий Шемяка се отмята от брат си, сключва съюз с Василий Василиевич и през 1435 г. му помага отново да се върне в Москва. Василий Косой е пленен и ослепен.
Управлението на Василий II съвпада с разпадането на Златната орда на няколко независими ханства. През 1439 г. той напуска Москва, която е обсадена неуспешно от Улуг Мохамед, владетел на новосъздаденото Казанско ханство. През 1445 г. Василий повежда поход срещу него, но е разбит и пленен. Освободен е няколко месеца по-късно срещу голям откуп. По време на отсъствието му, властта в Москва е взета от Дмитрий Шемяка. През 1446 г. Василий е заточен в Углич и е ослепен, откъдето идва прозвището му Тъмни. Малко по-късно Дмитрий Шемяка му възлага управлението на Вологда, но Василий отново събира привърженици и се връща на власт като велик княз. Едва в началото на 50-те години той успява да превземе Галич Мерски, Дмитрий Шемяка е отровен, а децата му бягат в Литва. След като укрепва властта си в Москва, Василий II ликвидирва малките полунезависими княжества във владенията си. Предприема военни походи през 1441 – 1460 г. и принуждава Новгород Велики, Псков и Вятка да признаят върховенството му.
В опитите си да получи военна подкрепа срещу османците, византийският император Йоан VIII Палеолог, зет на Василий (за чиято дъщеря Анна Василиевна е женен), сключва Флорентинската уния между Римската и Константинополската църкви. Руската църква отказва да признае унията и през 1448 г., без съгласието на константинополския патриарх, за московски митрополит е избран за пръв път руски епископ – Йона. Дотогава начело на Руската църква стоят българи или византийци. Този акт се смята за началото на автокефалността на Руската църква.
Василий II завещава великокняжеския престол на големия си син Иван III.